# Kazimierz Paprocki
Kazimierz Paprocki, herbu Ogończyk (ur. 1796 roku we wsi 
Rogaczewo w obwodzie powidzkim, zm. prawdopodobnie w roku 1857).
Był synem Józefa Paprockiego i Rozalii Dzierzgowskiej. W 1815 roku wstąpił do 7 Pułku Piechoty Liniowej a rok później został podporucznikiem służąc w 1 Pułku Strzelców Pieszych. W 1824 roku został porucznikiem, a w 1831 kapitanem. Za zasługi w boju, 8 czerwca 1831 roku, będąc adiutantem sztabu dywizji, otrzymał Złoty Krzyż Virtuti Militari.